# Pariproca spinipennis
Pariproca spinipennis là một loài bọ cánh cứng trong họ Cerambycidae.